# مايك نيولين
مايك نيولين (بالإنجليزية: Mike Newlin)‏ مواليد 2 يناير 1949 في بورتلاند، هو لاعب كرة سلة أمريكي معتزل بدأ مسيرته الاحترافية في سنة 1971. تم اختياره من قبل فريق هيوستن روكتس خلال الدرافت وحمل الرقم 14. يبلغ طوله 6 قدم 4 بوصة (1.9 م). اعتزل اللعب في 1982. أحرز خلال مسيرته في الإن بي إيه 12507 نقطة بمعدل 14.9 نقطة في المباراة الواحدة.

## المسيرة الاحترافية
لعب مع هيوستن روكتس من سنة 1971 إلى 1979، ثم لعب مع بروكلين نتس من سنة 1979 إلى 1981، ثم لعب مع نيويورك نيكس في موسم 1981–1982.

## روابط خارجية
- مايك نيولين على موقع إن بي أي (الإنجليزية)
- مايك نيولين على موقع سبورتس رفرنس (الإنجليزية)
- مايك نيولين على موقع كلية كرة السلة في سبورتس رفرنس.كوم (الإنجليزية)
- مايك نيولين على موقع ريلجم (الإنجليزية)
- مايك نيولين على موقع بروبوليرز (الإنجليزية)